# Bianca Borsatti
Bianca Borsatti (Claut, 1941) è una poetessa italiana di lingua friulana.
Trascorre la sua la vita a Claut, piccolo paese di montagna della Valcellina in Friuli. 

## Biografia
È nata a Claut in provincia di Pordenone, dove tutt'oggi vive, il 14 febbraio 1941. Un tempo insegnante, è conosciuta per il suo scrivere poesie in una variante della lingua friulana, il clautano, che ha numerosi punti di contatto con il ladino dolomitico. Amica di Federico Tavan, i suoi primi componimenti - composti usando il codice linguistico che le risulta più confacente, il clautano - sono stati ospitati sulle riviste della Società filologica friulana. Dopo la raccolta di prose dal titolo Stèle e thenisa (Trucioli e cenere) edita da SBVDF, nel 1997 arriva in libreria Thàpige sul nèf (Orme sulla neve) e nel 2007 la selezione Soréie de denèr (Sole di gennaio), edizioni Campanotto Editore. Ha redatto, inoltre, il primo e unico vocabolario Italiano – Clautano. È stata vincitrice del premio letterario nazionale Giuseppe Malattia della Vallata.

## Pubblicazioni

### Poesia
- Stèle e thenisa (1986, SBVDF)
- Thàpige sul nèf (1997, Campanotto Editore)
- Soréie de denér (2007, Campanotto Editore)

### Dizionari
- Vocabolario Italiano - Clautano (1998)